# ليتل نستون (تشيشير)
ليتل نستون (بالإنجليزية: Little Neston)‏ هي قرية تقع في المملكة المتحدة في شمال غرب إنجلترا. يقدر عدد سكانها بـ 3,390 نسمة .